# Ensemble inductif
Cet article court présente un sujet plus développé dans : Lemme de Zorn.
En mathématiques, un ensemble partiellement ordonné E est dit inductif quand il satisfait les hypothèses du lemme de Zorn, à savoir que toute partie totalement ordonnée (ou chaîne) de E admet un majorant. Il existe des variantes du lemme de Zorn, et par là de la définition d'ensemble inductif, qui peut, par exemple, parfois désigner un ensemble non vide partiellement ordonné dont toute chaîne non vide admet une borne supérieure.
De façon plus générale, il peut arriver que la même terminologie soit utilisée localement pour tout autre chose, dans d'autres contextes non liés au lemme de Zorn.